# 2024年10月

## 10月1日
- 克勞迪婭·辛鮑姆就任墨西哥總統。[1]
- 自由民主黨總裁石破茂就任日本內閣總理大臣，成立石破內閣。[2]
- 前荷兰首相馬克·呂特接替，成為第14任北大西洋公约组织秘书长。[3]
- 海盜黨宣佈脫離捷克執政聯盟，但在現任彼得·菲亞拉內閣任外交部長的該黨黨員揚·利帕夫斯基不贊同此舉，因此離黨並以無黨籍身分繼續擔任外交部長。[4]
- 緬甸政府開始進行人口普查，以便舉行2025年議會選舉。[5]
- 以色列國防軍入侵以黎邊界，進攻黎巴嫩真主黨軍事據點[6]，其后伊朗向以色列发射导弹还击[7]。
- 在接受安宁疗护19个月后，美国前总统吉米·卡特迎来了100岁生日，成为美国首位人瑞总统。[8]
- 泰國一輛校巴行經巴吞他尼府時失控撞上護欄後起火，造成至少25人死亡、19人受傷。[9]
- 瑞士蘇黎世一名中華人民共和國籍留學生持刀襲擊正在前往托兒所的兒童，造成3傷[10]。
- 以色列特拉維夫雅法，2名哈馬斯槍手發動襲擊。造成7人死亡，17人受傷[11]。

## 10月2日
- 南美洲智利與阿根廷南部可見日環食，期間月球偽本影經過復活節島全境、智利伊瓦涅斯將軍艾森大區南半部、麥哲倫-智利南極大區北端，以及阿根廷聖克魯斯省中部偏北。[12]

## 10月3日
- 新加坡前交通部长易华仁被控公职人员身份索取与接受贵重物品罪成，判处监禁12个月。[13][14]
- 英国宣布放弃查戈斯群岛的主权，并将群岛移交给毛里求斯。[15]
- 颱風山陀兒中午於高雄小港登陸，為當地帶來重大影響，造成4人死亡、1人失蹤、719人受傷。[16][17]
- 刚果民主共和国的船只在基伍湖倾覆，造成至少78人死亡。[18]

## 10月4日
- 歐盟批准對從中國進口的電動汽車征收關稅，對中國新能源車征收10%關稅外，同時授權歐盟委員會隨時對中國製電動汽車征收35%反補貼關稅。[19]

## 10月6日
- 突尼斯舉行2024年突尼斯總統選舉（英语：2024 Tunisian presidential election），現任凱斯·賽義德高票連任。[20]
- 哈薩克斯坦舉行關於在哈薩克斯坦建設原子能發電廠的全民公投（英语：2024_Kazakh_nuclear_power_referendum），71.12%贊成。[21]
- 黎巴嫩总理纳吉布·米卡提在以色列对黎巴嫩首都贝鲁特南部郊区发动空袭后表示，他支持由美国和法国提出的停火协议。[22]
- 一名自称记者的男子在华盛顿自焚抗议以色列对加沙的进攻，警方称该男子没有生命危险。[23]
- 以色列南部區貝爾謝巴巴士總站，一名以色列貝都因人槍手在麥當勞外持槍掃射民眾，造成1死，13傷[24]。

## 10月7日
- 埃塞俄比亞國會選出塔耶·阿茨克·塞拉西為新任埃塞俄比亞總統。[25]
- 海地臨時總統委員會選出萊斯利·伏爾泰（法语：Leslie Voltaire）為新的臨時總統，但現任艾德加·勒布朗·菲爾（英语：Edgard Leblanc Fils）以腐敗案尚未確定為由拒絕移交權力。[26]
- 朝鮮最高人民會議在平壤舉行為期兩天的第十四屆第十一次會議。[27]
- 微RNA及其转录后修饰机制发现者维克托·安布罗斯和加里·鲁夫昆获得诺贝尔生理学或医学奖。[28]

## 10月8日
- 盧森堡紀堯姆大公儲經亨利大公任命為攝政。[29]
- 肯尼亞眾議院通過彈劾副總統李賈提·加查瓜（英语：Rigathi Gachagua）的決議。[30]
- 對機器學習領域與類神經網絡作出重大貢獻的约翰·霍普菲尔德和杰弗里·辛顿获得诺贝尔物理学奖。[31]

## 10月9日
- 日本眾議院解散。[32]
- 莫桑比克舉行2024年莫桑比克大選。[33]
- 朝鲜人民军总参谋部宣布将完全切断与韩国相连的公路和铁路，并进行防御设施要塞化加固工程。[34]
- 喀麥隆政府禁止討論關於喀麥隆總統保羅·比亞的健康問題。[35]
- 聯合國人權理事會舉行理事國改選，除沙特阿拉伯以外的18國當選。[36]
- 蛋白质设计（英语：Protein design）方法发明者大卫·贝克、蛋白质结构预测方法发明者杰米斯·哈萨比斯和约翰·M·江珀获得诺贝尔化学奖。[37]
- 颶風米爾頓晚上在美国佛羅里達州西岸登陸，至少造成50萬戶停電、[38]16人死亡。[39]
- 以色列海法區哈代拉，一名以色列阿拉伯人持斧襲擊路人，造成1死5傷[40]。

## 10月10日
- 韩国女作家韩江获得诺贝尔文学奖，是韩国第二位诺贝尔奖得主、亚洲第一位获得诺贝尔文学奖的女性。[41]

## 10月11日
- 日本被爆者团体“日本原水爆被害者團體協議會”获得诺贝尔和平奖。[42]
- 南美国家尼加拉瓜宣布与以色列断交，为该国第三次与以色列断交。尼加拉瓜政府並批评以色列为法西斯和实施种族灭绝。[43][44]

## 10月12日
- 紫金山-阿特拉斯彗星軌道再一次接近地球，並達到近日點。在此之後持續至10月20日彗星軌道正式遠離地球。並預計下一次其軌道靠近地球將在大約8萬年之後。[45][46]

## 10月13日
- 立陶宛舉行2024年立陶宛議會選舉第一輪投票，立陶宛社民黨以微弱優勢領先。[47]
- 前澳門終審法院院長岑浩輝在澳門行政長官選舉中獲得394票，當選新一任澳門行政長官。[48]
- 冰島總理布亞尼·本尼迪克特松宣佈執政聯盟解散，定於11月30日舉行議會選舉。[49]
- 臺灣基隆市市長謝國樑罷免案投票舉行，結果為同意票69,934票、不同意票86,014票，罷免失敗。[50]
- SpaceX进行了SpaceX第五次星艦軌道試飛任務，成功完成助推器捕捉回收。[51]
- 以色列襲擊聯合國駐黎巴嫩臨時部隊位於黎巴嫩拉米亞的哨所，造成15名維和人員受傷[52]。

## 10月14日
- 中國人民解放軍東部戰區在台灣島周邊海域展開「聯合利劍—2024B」環台軍事演習。[53]
- 比较不同国家繁荣程度的经济学家达龙·阿杰姆奥卢、西蒙·约翰逊、詹姆斯·A·罗宾逊获得诺贝尔经济学奖。[54]
- 快船發射升空，預計2030年到達木星及其衛星系統。[55]

## 10月15日
- 尼日利亚北部的吉嘉瓦州的马吉亚镇发生油罐车翻覆（英语：2024 Majiya fuel tanker explosion），爆炸产生的大火造成随后赶来收集漏油的民众至少94人死亡，50人受伤。[56]
- 位於朝鮮民主主義人民共和國的京義線及東海線遭到炸毀。[57]
- 以色列中部區亞夫內的亞夫內交交交匯處附近的4號公路，一名加沙槍手向南行駛的以色列警車和其他車輛開火，造成4人受傷，其中1名警員殉職[58]。

## 10月16日
- 英国乐团单向组合的前成员連恩·佩恩被发现从阿根廷首都布宜诺斯艾利斯的一家酒店里坠楼身亡。[59]

## 10月17日
- 孟加拉國法庭對前總理謝赫·哈西娜發出逮捕令。[60]
- 日本新任首相石破茂在今年的靖国神社秋季例行祭祀上供奉了被称为“真榊”的贡品。[61]
- 朝鲜称在其新版宪法中首次将韩国定义为“敌对国家”，韩国对此表示谴责。[62]
- 2024年年度最大超級月亮出现。[63]

## 10月18日
- 因安东尼奥·吉特拉斯发电厂发生故障，古巴出现大范围持续性停电。[64]
- Telegram頻道發佈兩份美國國家安全局和美國國家地理空間情報局洩露的機密文件。這些文件涉及以色列針對2024年10月伊朗空襲以色列後所擬定的報復計劃[65]。

## 10月19日
- 《群山之島與不去會死的他們2》和《八尺門的辯護人》在第59屆金鐘獎中分别獲得最多節目類獎項和戲劇類獎項。[66]
- 黎巴嫩真主黨無人機襲擊以色列總理本雅明·內塔尼亞胡位於凱撒利亞的住所，襲擊沒有造成人員傷亡，內塔尼亞胡當時也不在其住所[67]。

## 10月20日
- 普拉博沃·苏比延多就任印度尼西亞總統。[68]
- 摩爾多瓦舉行2024年摩爾多瓦總統選舉，現任瑪雅·桑杜得票最多但未過半。同日舉行的把加入歐洲聯盟作為憲法規定的基本國策公投以50.3%支持，49.7%反對通過。[69]
- 伊拉克庫爾德斯坦舉行2024年庫爾德斯坦議會選舉（英语：2024 Kurdistan Region parliamentary election），庫爾德斯坦民主黨為最大黨。[70]
- 以色列國防軍對黎巴嫩真主黨旗下的善貸協會進行空襲[71]。

## 10月21日
- 越共中央政治局委员、中央书记处常务书记梁強被越南國會選為越南国家主席。[72]
- 秘魯前總統亞歷杭德羅·托萊多因腐敗案被判監20年。[73]
- 维基媒体基金会将英文维基百科条目删除，是维基百科史上第一篇被基金会删除的英文维基百科条目[74]

## 10月22日
- 2024年金磚國家峰會在俄罗斯喀山开幕。[75]
- 烏克蘭總檢察長安德烈·科斯欽（英语：Andriy Kostin）辭職。[76]
- 以色列军方宣布，真主党潜在的接班人哈希姆·萨菲丁已在一次其对贝鲁特的空袭中死亡。[77]
- 生活在怀俄明州大堤顿国家公园的极受民众喜爱的母灰熊399号在斯内克河峡谷附近的高速公路上因发生车祸去世。[78]

## 10月23日
- 土耳其航空航天工业公司发生爆炸，多人死伤。当局称其为恐袭所致。[79]
- 強烈熱帶風暴潭美侵襲菲律賓，造成當地至少145人死亡。[80]

## 10月24日
- 蒙特塞拉特舉行2024年蒙特塞拉特議會選舉（英语：2024 Montserratian general election）。[81]

## 10月25日
- 基里巴斯舉行2024年基里巴斯總統選舉（英语：2024 Kiribati presidential election），现任总统塔内希·马茂二度蝉联总统。[82][83]
- 魯本·米德再任蒙特塞拉特總理。[84]
- 2024年莫桑比克大選結果出爐，莫桑比克解放陣線大勝，該黨的丹尼爾·夏波（英语：Daniel Chapo）當選總統。[85]

## 10月26日
- 格鲁吉亚舉行2024年格鲁吉亚国会选举，執政黨格魯吉亞夢想佔優。[86]
- 澳大利亞昆士蘭州舉行2024年昆士蘭州議會選舉（英语：2024 Queensland state election），工黨輸給昆士蘭自由國家黨。[87]
- 以色列大規模空襲伊朗、伊拉克和敘利亞20處目標，這次空襲是自1980年代兩伊戰爭以來，伊朗首次遭受來自外國的持續攻擊[88]。

## 10月27日
- 日本舉行第50屆日本眾議院議員總選舉，执政党自由民主黨获得最多议席，但所在執政聯盟自2009年以來首次失去多數席次。[89]
- 立陶宛舉行2024年立陶宛議會選舉第二輪投票。[90]
- 保加利亞舉行2024年10月保加利亞議會選舉，GERB–SDS獲69議席為最大黨。[91]
- 烏茲別克斯坦舉行2024年烏茲別克斯坦議會選舉（英语：2024 Uzbek parliamentary election），自由民主黨為最大黨但未過半。[92]
- 烏拉圭舉行2024年烏拉圭大選（英语：2024 Uruguayan general election）。議會選舉中廣泛陣線在兩院均為最大黨，總統選舉中無人過半，因此亚曼杜·奥尔西與阿爾瓦羅·德爾加多（英语：Álvaro Delgado (politician)）進入第二輪投票。同日舉行的關於社保與警察權限的2024年烏拉圭修憲公投（英语：2024 Uruguayan constitutional referendum）被否決。[93][94][95]
- 格魯吉亞總統莎樂美·祖拉比什維利呼籲抵制親俄派勝利的國會選舉結果。[96]

## 10月28日
- 以色列國會立法禁止聯合國近東巴勒斯坦難民救濟和工程處在該國內活動。[97]
- 西班牙加那利群岛主要城市拉斯帕尔马斯和圣克鲁斯-德特内里费有上千人游行示威反对非法移民。[98]
- 英国工党议员麦克·埃姆斯伯里（英语：Mike Amesbury）因当街打人而被党内停职。[99]
- 中国北京市海淀区中关村第三小学北校区门前，发生一起持刀伤人案件，导致3名小学生受伤，一名家长及一名棒球教练试图制服歹徒时受伤。[100]
- 西班牙足球運動員罗德里和艾塔娜·邦馬蒂分別獲得男子和女子金球獎。[101]

## 10月29日
- 美国国防部表示，如果北朝鲜派士兵参与（英语：Foreign involvement in the Russian invasion of Ukraine#North_Korea）俄乌战争，美国将不会限制乌克兰使用美国武器。[102]
- 納伊姆·卡西姆就任真主党总书记，接任早前在以色列空袭真主党总部中身亡的哈桑·纳斯鲁拉。[103]
- 西班牙东南部多地因豪雨爆发洪水，至少155人死亡。[104]

## 10月30日
- 博茨瓦納舉行2024年博茨瓦納大選。[105]
- 颱風康芮從台灣台東縣登陸，成為第一個在10月底登陸台灣的強烈颱風。[106]
- 神舟十九号从中国甘肃省酒泉卫星发射中心发射升空，预计展开为期190天的航天任务。[107]

## 10月31日
- 斐濟議會選出奈加馬·拉拉巴拉烏（英语：Naiqama Lalabalavu）為下一任斐濟總統。[108]
- 日本公明黨黨首石井啟一辭職。[109]
- 因中國政府对电动汽车发放大規模公共補貼，欧盟正式开始對從中國進口的新能源汽車徵收額外的附加費，從10%的稅收基礎上加收最多達35%的附加費，即加徵最多45.3%的關稅。[110]
- 洛杉磯道奇在2024年世界大赛中以場數4–1擊敗紐約洋基，其中前者的一壘手弗萊迪·弗里曼+獲選為系列賽MVP。[111]
- 作为对拥有德国国籍的前伊朗公民贾姆希德·沙尔马赫德被伊朗政府执行死刑的回应，德国将关闭驻伊朗的三处领事馆。[112]